# Chuzhou
Chuzhou, tidigare romaniserat Chuchow, är en stad på prefekturnivå i provinsen Anhui i östra Kina. Den ligger omkring 110 kilometer nordost om provinshuvudstaden Hefei.

## Administrativa enheter
Chuzhous prefektur (storstadsområde) har en yta som är något mindre än Hälsingland, men den egentliga staden Chuzhou består av endast två stadsdistrikt. Den omkringliggande landsbygden är indelad i fyra härad; dessutom lyder två städer på häradsnivå under Chuzhou: (Invånarantal enligt folkräkningen 2020.)

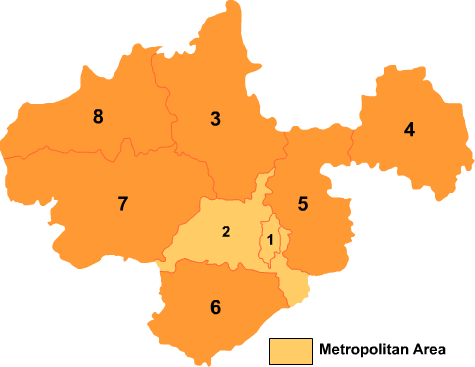
Den administrativa indelningen av Chuzhou.

1. Stadsdistriktet Langya (琅琊区), 268 km², 410 000 invånare
2. Stadsdistriktet Nanqiao (南谯区), 1 128 km², 372 000 invånare
3. Staden Mingguang (明光市), 2 360 km², 486 000 invånare
4. Staden Tianchang (天长市), 1 752 km², 604 000 invånare
5. Häradet Lai'an (来安县), 1 503 km², 416 000 invånare
6. Häradet Quanjiao (全椒县), 1 576 km², 396 000 invånare
7. Häradet Dingyuan (定远县), 3 007 km², 671 000 invånare
8. Häradet Fengyang (凤阳县), 1 921 km², 632 000invånare

## Klimat
Genomsnittlig årsnederbörd är 1 211 millimeter. Den regnigaste månaden är juli, med i genomsnitt 243 mm nederbörd, och den torraste är december, med 27 mm nederbörd.